# Ulica Raszyńska w Warszawie
Ulica Raszyńska – ulica w warszawskiej dzielnicy Ochota.

## Przebieg
Ulica biegnie od placu Zawiszy do skrzyżowania z ulicą Wawelską przy pomniku Lotnika. Arteria stanowi fragment drogi wojewódzkiej nr 634. Trasa ta biegnie od granicy z Wolą przez całą Ochotę aż do Mokotowa. Od ulicy Filtrowej do Wawelskiej jest jednokierunkowa, ruch stronę centrum odbywa się ul. Andrzeja Krzyckiego.

## Historia
Ulica została wytyczona w latach 1885–1886 wzdłuż zachodniej granicy Stacji Filtrów, w miejscu biegnącej w tym miejscu Drogi Raszyńskiej.
Nazwa, nadana w 1890, nawiązywała do tego, że ulica prowadziła w kierunku Raszyna. Odcinek od ulicy Filtrowej do ul. Wawelskiej przeprowadzono w 1923, wkomponowując go w sieć uliczną Kolonii Lubeckiego. W latach 1935–1936 pod nr 22 (róg ul. Niemcewicza) wzniesiono zachowany budynek szkół powszechnych nr 13, 16 i 164.
W okresie okupacji niemieckiej, w listopadzie 1940, nazwę ulicy zmieniono na Oberst Sommer Strasse, upamiętniając Otto Sommera – byłego dowódcę bazy lotniczej w Warszawie, który zginął w bitwie o Anglię w sierpniu 1940.
W 1944 zabudowa ulicy została spalona.
W listopadzie 1987 oddano do użytku jednokierunkową jezdnię ulicy (ruch kołowy w przeciwnym kierunku został przeniesiony na ul. Krzyckiego).
W latach 90. ulica była częścią drogi krajowej nr 2 i trasy europejskiej E30.

## Ważniejsze obiekty
- Zespół Stacji Filtrów
- Zespół Społecznych Szkół Ogólnokształcących Bednarska
- Teatr Ochoty
- Pomnik Lotnika